# Неволина (село)
Неволина — село в Ишимском районе Тюменской области России. Административный центр Неволинского сельского поселения. Расположено по обеим берегам реки Китерня. 

## История
С 1 января 1895 года Неволинское сельское общество вошло в состав Боровской волости Ишимского уезда Тобольской губернии, находилось там до 1917 года. 

## Советский период
Неволинский сельский совет образован в декабре 1919 года в составе Боровской волости Ишимского уезда Тобольской губернии. В начале 1924 года Неволинский сельский совет вошел в Жиляковский район Ишимского округа Уральской области. По данным на 1926 год  в состав Неволинского сельсовета входили  деревни Неволина и Тимохина. На территории сельсовета насчитывалось 212 хозяйств,   130 хозяйств в деревне Неволино, 82 хозяйства в деревне Тимохино.

## Население
| 2010 |
| ---- |
| 551  |

По данным переписи 1926 года в селе проживало 567 человек (279 мужчин и 288 женщин), в том числе: русские составляли 100 % населения.
Согласно результатам переписи 2002 года, в национальной структуре населения русские составляли 82 % из 690 чел.